# 조예신
조예신(1970년 11월 7일~)은 대한민국의 성우로, 1993년 문화방송 성우극회 11기 공채로 입사했다.

## 활동

### 애니메이션
- 귀여운 쪼꼬미 (MBC)
- 금발의 제니 (MBC)
- 꼬마형사 가제트 (MBC) - 스파이드라
- 로봇수사대 K캅스 (MBC) - 최예나
- 마크로스 (SBS) - 민트
- 명탐정 코난 (15기) (투니버스) - 오수정
- 무지개 요정 큐티하니 (SBS) - 민트
- 소년기사 라무 (MBC) - 페르만리프
- 신비한 모험의 나라 (MBC) - 제니
- 요술소녀 (MBC) - 조선영
- 절대무적 라이징오 (MBC)
- 철인 28호 FX (MBC)
- 축구열풍 (MBC)
- 출동! 러쉬맨 (MBC) - 캣
- 팬텀 2040 (MBC)
- 핑크 팬더 (MBC)
- 콩이야 학교가자 (SBS) - 콩이엄마
- 나비의 모험 (SBS) - 까돌이
- 헬로 카봇 유니버스 (SBS) - 리브

### 극장용 애니메이션
- 가필드 펫 포스 3D - 벳빅스
- 아기공룡 둘리 - 얼음별 대모험 - 철수
- 주토피아 - 돈 벨웨더

### 영화
- 겟 오버 잇 (SBS) - 앨리슨 맥앨리스터 (멜리사 세이지밀러)
- 결혼 만들기 (MBC)
- 나 홀로 집에 (MBC) - 경찰(케이트 존슨)
  - 나 홀로 집에 2 (MBC) - 호텔 데스크 직원(다나 아이비)
- 내 사랑 악마 (MBC)
- 네프 므와 (MBC)
- 누가 로저 래빗을 모함했나(MBC) - 하마(메리 T. 래드포드)
- 다운 투 유 (SBS)
- 데스 워시 4 (SBS)
- 라이징 선 (MBC)
- 러브 레터 (SBS) - 아키바의 후배(카오리 오구리)
- 러시 아워 3 (SBS) - 수녀(다나 아이비)
- 마스크 오브 조로 (MBC) - 엘레나 몬테로 (캐서린 지타존스)
- 매그놀리아 (SBS)
- 매트릭스 2: 리로디드 (SBS) - 지미(노나 게이)
  - 매트릭스 3: 레볼루션 (SBS) - 지미(노나 게이)
- 뮤리엘의 웨딩 (MBC)
- 미스언더스탠드 (SBS) - 방송국 직원(벨라 스바스)
- 미시시피 버닝 (MBC)
- 백색공포 (MBC)
- 뱀파이어 해결사 (MBC)
- 보거스 (MBC)
- 복제인간의 제국 (MBC)
- 붉은 가마 (MBC)
- 비욘드 랭군 (MBC)
- 비틀쥬스 (MBC) - 접수원(패트리스 마르티네즈)
- 사랑의 블랙홀 (MBC)
- 세 가지 색 블루 (SBS)
- 스노우보더 (SBS)
- 스크림 (MBC) - 테이텀 (로즈 맥고언)
- 스타키드 (MBC)
- 스타쉽 트루퍼스 (SBS)
- 스피어 (SBS) - 플레처(퀸 라티파)
- 신영웅본색 (SBS)
- 신투첩영 (SBS)
- 썬더하트 (MBC)
- 아일랜드 (SBS) - 외과의사(케이티 보이어) / 바덴더(애슐리 예간)
- 애프터 썬셋 (MBC) - 소피(나오미 해리스)
- 어니스트 슬램덩크 (MBC)
- 어 퓨 굿 맨 (MBC)
- 에볼루션 (SBS)
- 연애사진 (SBS)
- 와사비 (SBS) - 강도(베로니크 발름)
- 온리 유 (MBC)
- 올리브 나무 사이로 (SBS) - 테헤레 (테헤레 리미니안)
- 의혹 속의 증거 (MBC)
- 이너스페이스 (MBC)
- 인 더 베드룸 (SBS)
- 일 포스티노 (SBS)
- 제8요일 (SBS)
- 중년의 함정 (MBC) - 밀러 박사(페넬로페 윈더스트)
- 지 아이 제인 (MBC)
- 차이나 레이크 살인사건 (MBC)
- 칼리토 (MBC)
- 케이트 & 레오폴드 (SBS) - 달시 (너태샤 리온)
- 콩고 (MBC) - 에이미
- 탱고 (SBS)
- 토이즈 (MBC)
- 투 다이 포 (MBC) - 수잔의 언니 (수잔 테일러)
- 트루 크라임 (SBS)
- 트와일라잇 (MBC)
- 뉴문 (MBC)
- 포 페더스 (MBC)
- 포스 오브 네이처 (SBS)
- 패딩턴 2 - 메리 브라운 (샐리 호킨스)
- 프록터의 행운 (MBC) - 발레리 (쉘라 켈리)
- 플레드 (MBC)
- 할로우 맨 (SBS) - 아이들의 엄마(켈리 스콧) / 시스템 음성
- 007 살인면허 (MBC) - 루피 (탈리사 소토)
- 5번가의 비명 (MBC) - 멜라니 (엘리자베스 베리지)
- K2 (MBC)
- 베토벤 (MBC) - 병원 직원(홀리 워텔)

### 외화
- 넘버스 (SBS)
- 이소룡 전기 (SBS) - 여사장
- 장미없는 꽃집 (JTBC) - (니시나 아키코)
- 존 그리섬의 의뢰인 (MBC)
- CSI 과학수사대 (MBC)

### 방송
- 공통점을 찾아라 (SBS) - 2008년 7월 4일 출연
- 미스테리 특공대 (SBS)
- 아빠가 들려주는 이야기 톡톡 (SBS)
- 이경규의 요리원정대 (MBC)

### 라디오
- 다큐멘터리 드라마 격동 50년 (MBC)

### 게임
- 루나 실버스타 스토리 - 로우이스

### TV 광고
- 깜찍이 소다 (해태음료)

### 안내 방송
- 인천 도시철도 차내 안내방송
- 인천 도시철도 승강장 안내방송
- 광주 도시철도 안내방송[1]
- 한국철도공사 ITX-새마을, ITX-마음, 무궁화호, 누리로 등
- 서울특별시 도시철도공사 구 안내방송

## 같이 보기
- 문화방송 성우극회